# Lothar Kurbjuweit
Lothar Kurbjuweit (* 6. listopadu 1950 Seerhausen) byl německý fotbalový obránce, hráč východoněmecké reprezentace a FC Carl Zeiss Jena.

## Klubová kariéra
Je odchovancem BSG Traktor Seerhausen, od roku 1965 hrál za BSG Stahl Riesa a od roku 1970 za FC Carl Zeiss Jena. S Jenou vyhrál FDGB-Pokal v letech 1972, 1974 a 1980 a byl finalistou Poháru vítězů pohárů 1980/81. V roce 1983 přestoupil do Hallescher FC a o rok později ukončil kariéru. Odehrál 357 prvoligových zápasů a vstřelil v nich 26 branek.

## Reprezentační kariéra
S mládežnickým výběrem NDR získal v roce 1969 stříbrnou medaili na domácím mistrovství Evropy ve fotbale hráčů do 19 let.
V seniorské reprezentaci hrál v letech 1970 až 1981, nastoupil v 64 zápasech a čtyřikrát skóroval. V roce 1972 získal bronzovou medaili na LOH 1972 v Mnichově. Zúčastnil se mistrovství světa ve fotbale 1974, kde východní Němci skončili na šestém místě. V roce 1976 byl členem týmu, který vyhrál olympijský turnaj v Montréalu.

## Trenérská kariéra
Působil jako trenér v klubech FC Carl Zeiss Jena, VfB Pößneck a FC Rot-Weiss Erfurt. V Jeně byl také sportovním ředitelem.

## Rodina
Profesionálním fotbalistou byl také jeho syn Tobias Kurbjuweit.